# Трубников Бор
Тру́бников Бор — деревня Тосненского района Ленинградской области. Административный центр Трубникоборского сельского поселения.

## История
Впервые упоминается в Писцовой книге Водской пятины 1500 года как деревня Бор в Ильинском Тигодском погосте Новгородского уезда.
В переписи 1710 года в Ильинском Тигодском погосте упоминается усадище Дунцын Бор помещика Неелова.
В середине XVIII века Платоном Петровичем Трубниковым на восточной окраине деревни Дунцын Бор была построена усадьба.
В 1782 году по генеральному межеванию помещичьих земель в Дунцыном Бору проживало 165 человек: «душ крепостных мужска пола 87, женска пола — 78».
При внуке Платона Петровича, Диодоре Васильевиче Трубникове (1806—1869) усадьба была полностью перестроена. На месте прежнего деревянного возвели каменный барский дом, от старой усадьбы остался только Зеркальный пруд перед домом, аллея и фрагменты сада. Был разбит регулярный парк. Перестройкой занимался его зять, князь Николай Давидович Багратион-Мухранский (1824—1885). Он же построил к северу от усадьбы железобетонный завод.

ТРУБНИКОВ-БОР — деревня с усадьбой на Петербургском шоссе, Боровского сельского общества, прихода села Бабина.

Дворов крестьянских — 14, других сословий — 1. Строений — 58, в том числе жилых — 20. В усадьбе 16 строений, жилых — 6.

Число жителей по семейным спискам 1879 г.: 39 м. п., 38 ж. п.; по приходским сведениям 1879 г.: 36 м. п., 43 ж. п., в усадьбе: 1 м. п., 2 ж. п. (1884 год)

В 1885 году дети Диодора Васильевича: Николай, Диодор, Вера и София, унаследовали имение.
В конце XIX — начале XX века деревня административно относилась к Любанской волости 1-го стана 1-го земского участка Новгородского уезда Новгородской губернии.
В 1904 году имение было разделено между наследниками.

ТРУБНИКОВ БОР — деревня Боровского сельского общества, дворов — 16, жилых домов — 18, число жителей: 37 м. п., 53 ж. п.

Занятия жителей — земледелие, торговля сеном и углём. Часовня, хлебозапасный магазин, мелочная лавка.

ТРУБНИКОВ БОР — усадьба князя Багратион-Мухранского, жилых домов — 7, число жителей: 15 м. п., 12 ж. п. 

Занятия жителей — земледелие. Смежна с Трубниковым Бором.

ТРУБНИКОВ БОР — посёлок князя Багратион-Мухранского, дворов — 16, жилых домов — 16, число жителей: 178 м. п., 146 ж. п. 

Занятия жителей — земледелие. (1907 год)

Согласно военно-топографической карте Петроградской и Новгородской губерний издания 1915 года, деревня Трубников Бор насчитывала 10 крестьянских дворов.
С 1917 по 1927 год деревня Трубников Бор входила в состав Любанской волости Новгородского уезда Новгородской губернии.
С 1927 года в составе Трубникоборского сельсовета Любанского района.
С 1930 года в составе Тосненского сельсовета Тосненского района.
По данным 1933 года деревня Трубников Бор являлась административным центром Трубникоборского сельсовета Тосненского района, в который входили 7 населённых пунктов: деревни Большая Кунест, Вороний Остров, Дроздово, Горка, Пузырёво, Семёнов Луг, Трубников Бор, общей численностью населения 1329 человек.
По данным 1936 года в состав Трубникоборского сельсовета входили 8 населённых пунктов, 252 хозяйства и 6 колхозов.
- План деревни Трубников Бор. 1937 год

Согласно топографической карте 1937 года деревня насчитывала 41 двор, в деревне находились школа и сельсовет.
Деревня была освобождена от немецко-фашистских оккупантов 29 января 1944 года.
В 1965 году население деревни Трубников Бор составляло 523 человека.
По данным 1966 и 1973 годов деревня Трубников Бор входила в состав Трубникоборского сельсовета, административный центр сельсовета находился в деревне Бабино. В деревне располагалась центральная усадьба совхоза «Бабино».
По данным 1990 года в состав Трубникоборского сельсовета входили 8 населённых пунктов: деревни Александровка, Апраксин Бор, Бабино, Бабинская Лука, Вороний Остров, Ручьи, Трубников Бор; посёлок Бабино, общей численностью населения 1283 человека. Административным центром сельсовета была деревня Бабино (348 чел.).
В 1997 году в деревне Трубников Бор Трубникоборской волости проживали 720 человек, в 2002 году — 838 человек (русские — 93 %).
В 2007 году в деревне Трубников Бор Трубникоборского СП — 692 человека.

## География
Деревня находится в восточной части района на федеральной автомобильной дороге М10 (E 105) «Россия» (Москва — Санкт-Петербург) у поворота к деревне Вороний Остров.
Расстояние до ближайшей железнодорожной платформы Трубниково — 2 км.
В центре деревни находится озеро.

## Демография
| 2007 | 2010 | 2017 |
| ---- | ---- | ---- |
| 692  | ↗733 | ↘720 |

## Транспорт
В деревне расположена железнодорожная платформа Трубниково.
Автобусные маршруты: № 321, 321А (станция Любань — Бабино-2).

## Массив садоводств «Трубников Бор»
По другую сторону от железной дороги Санкт-Петербург — Москва расположен массив садоводств «Трубников Бор». В состав массива входят следующие садовые некоммерческие товарищества: «Зодчий», «Родник», «Витамин», «Источник», «Азимут», «Знамя труда», «Полиграфмаш», «Электрик», «Любанец Лотос», «Химик», «Радуга», «Здоровье», «Горки», «Монетный двор», НИИЭФА «Южное», «Ижорский завод-1», «Ижорский завод-2», КЛМЗ «Радиатор», ПО «Победа», «Можайское», «Оптимист», «Труд», «Строительный трест № 35», ЛМК № 1 «Ромашка», ЛПОПАТ № 3 «Автомобилист», «ЛЭТИ».

## Достопримечательности
- Пруд Зеркальный в бывшей усадьбе Трубников Бор

## Улицы
Вокзальная, Воронеостровская, Железнодорожная, Механизаторов, Мира, Молодёжная, Московское шоссе, Новая, Озёрная, Парковая, Пионерская.